# 坂崎亮
坂崎亮（官方译为，香港旧译）是格鬥游戏《龍虎之拳》、《餓狼傳說》和《拳皇》系列登场角色，武功流派為極限空手流，KOF裡簡稱為極限流。模特兒為派屈克·史威茲。

## 出場
坂崎良是極限空手流館主坂崎琢磨的兒子，有位出身於義大利的高富帥師兄弟羅伯特·加西亞，兩人自少年時期便一同在琢磨門下修行成為好友，羅伯特在修練一段時間後覺得自己實力有所提升便離開道場自修，一別就是10年。母親羅妮特是美國人，良的金髮繼承自母親，但羅妮特因離奇車禍死亡，坂崎琢磨為了調查妻子死因離家但從此失蹤，坂崎良為了家計不得不放棄規模本來就不大的道場，外出打街頭格鬥賺錢養活自己跟妹妹坂崎百合。
後來得知妹妹坂崎百合被霸主Mr.Big綁架，恰巧分開10年的好友羅伯特於此時回到目睹百合被綁架的過程，兩人便結伴一同闖入Mr.Big地盤救人，同時也發現父親琢磨失蹤的這段期間受基斯的天狗面具控制而幫基斯作奸犯科，打敗父親救出妹妹後事件便告一段落，Mr.Big也因敗給坂崎良而勢力重挫，基斯的勢力趁機崛起，而琢磨也因與良激戰導致舊傷復發無法再使用虎砲。
在迎救妹妹的過程中，與當時在Mr.Big旗下的酒吧經營者瓊（King）不打不相識，得知瓊的真實性別和身世後非常同情她，便拜託出身豪門的羅伯特幫忙籌措她弟弟的昂貴醫療費用與買下酒吧經營權的費用，並力勸瓊脫離黑幫組織，此事後和瓊互有好感，其父琢磨在KOF2000時將瓊內定為坂崎家的準媳婦，儘管如此兩人之間進展不大，到了KOFXI'結局兩人才有了首次約會，卻不幸被其父搞砸。
百合綁架事件結束後，荒廢已久的道場由羅伯特出資重新開張，琢磨重新擔任道場主，羅伯特也留下來修練，完全不諳武術的百合也被這次綁架事件嚇到而開始跟著父親學武自保，坂崎良則是獨自到深山修行。
龍虎拳2代便在基斯出資開辦第一屆KOF的情況下展開(但基斯為隱藏頭目，要滿足特定條件才會登場)，坂崎良得知消息後下山出戰，羅伯特、琢磨、甚至百合都投入這場武鬥大會，最終由坂崎良一路過關斬將打倒基斯成為第一屆KOF冠軍得主，賽後帶傷上陣的琢磨宣布引退，坂崎良繼承極限流空手流掌門與Mr.空手道(天狗)的身分，並將極限空手流發揚光大，成為名動江湖的門派，羅伯特在賽後則對百合展開追求，兩人在後來成為情侶。數十年後坂崎良輕鬆打敗前來踢館的小混混，而這名混混被良的招式吸引而拜入門下，此人便是日後在餓狼MOW登場的巴西黑人馬克·羅德里格茲。
坂崎良乍看之下是個不修邊幅只會穿著道服的武癡(設定跟快打旋風主角隆很像)，實際上受羅伯特影響變得相當騷包，有一套帥氣挺拔的橘色西裝與一台哈雷重機車。
坂崎良與羅伯特成名後繼承數十年前最強的琢磨與李白龍的稱號----「無敵之龍」坂崎良，「最強之虎」羅伯特。

## 與餓狼傳說的關係
1. 龍虎拳的年代設定是餓狼傳說的20年前，餓狼大魔頭基斯與坂崎良同歲數。在龍虎拳年代基斯是冉冉升起的黑道明日之星，龍虎拳2坂崎獠打敗基斯後，基斯坐飛機嚟開而去到南鎮，到了餓狼傳說年代，基斯已經成為南鎮勢力最大的黑幫領袖，而坂崎良則成為當世最強的一代宗師，其實力之強連基斯泰瑞都難望其項背。
2. 龍虎拳2 Temjin 鐵木真爆機畫面，鐵木真所設的孤兒院中，有1位戴紅色帽少年，同餓狼傳說泰瑞一樣
坂崎良曾在餓狼傳說特別版以隱藏人物出現，強度輾壓所有角色，大絕招龍虎亂舞也是唯一無法被防禦的必殺技。